# Húrins børn
Húrins børn (engelsk: The Children of Húrin) er en fuldendelse af en historie af J.R.R. Tolkien. Den blev påbegyndt i 1918 og revideret flere gange, men aldrig fuldendt af J.R.R. Tolkien før hans død i 1973. Tolkiens søn Christopher Tolkien har senere skrevet værket færdigt.

## Overblik
Bogen udgives i England af HarperCollins og af Houghton Mifflin i USA. Alan Lee, der tidligere har illustreret Ringenes Herre og Hobbitten, har også lavet illustrationer i farver på omslag og inde i bogen.
Historien handler om en helt fra den første alder, Húrin af menneskenes race, der er forbandet af den mørke Lord Morgoth, og den effekt forbandelsen har på hans børn Túrin Turambar og Nienor.
Húrins børn tager læseren med tilbage til en tid langt før Ringenes Herre i et område af Midgård (Middle-earth), der blev oversvømmet endnu før hobbitterne dukkede op, da den faldne Vala Morgoth stadig var den store fjende og Sauron kun var hans tjener. Denne heroiske romance er er historien om mennesket Húrin, som vovede at trodse Morgoths onde kraft samt hans families tragiske skæbne, som det fremgår af Túrin Turambars rejser gennem den tabte verden Beleriand.